# Verger spinosus
Verger spinosus is een schietmot uit de familie Limnephilidae. De soort komt voor in het Neotropisch gebied.